# Northrop Tacit Blue
Le Tacit Blue est un démonstrateur technologique visant à étudier la furtivité, et un radar de détection de cibles au sol à faible chance d'interception. Il a été construit par Northrop afin de tester les technologies qui seront utilisées sur le B-2, sur l'E-8 Joint STARS et sur le missile AGM-137 TSSAM. Il est considéré comme l'un des démonstrateurs les plus réussis ayant été financés.

## Histoire
À la fin des années 1970, le DARPA commença à s'intéresser aux technologies furtives, c'est-à-dire permettant de réduire la surface équivalente radar et demanda à Northrop si cette technologie pouvait être appliquée à un avion de reconnaissance évoluant en toute sécurité dans un espace fortement défendu.
Le programme Tacit Blue fut lancé en avril 1978, il constituait une partie d'un projet plus grand lancé par l'US Air Force appelé Pave Mother. L'appareil effectua son premier vol en février 1982 et effectua 135 vols dans les années qui suivirent, il effectuait souvent trois à quatre vols par semaine et parfois plusieurs par jour. Après avoir effectué 250 heures de vol, il fut stocké en 1985. Il fut un moment question de faire du Tacit Blue un avion opérationnel, mais le Joint Star se révéla bien plus pratique car il bénéficiait d'une plus grande autonomie et d'une plus grande zone de recherche, l'idée fut donc rapidement abandonnée.
C'est seulement le 30 avril 1996 que le programme fut dévoilé au grand public par l'US Air Force. En effet à cette époque les appareils s'appuyant sur la technologie testée avec le Tacit Blue étaient déjà connus du public et par conséquent le secret n'avait plus lieu d'être. Il est maintenant exposé dans le hall recherche & développement du National Museum of the United States Air Force situé sur la base aérienne de Wright-Patterson près de Dayton (Ohio).

## Conception

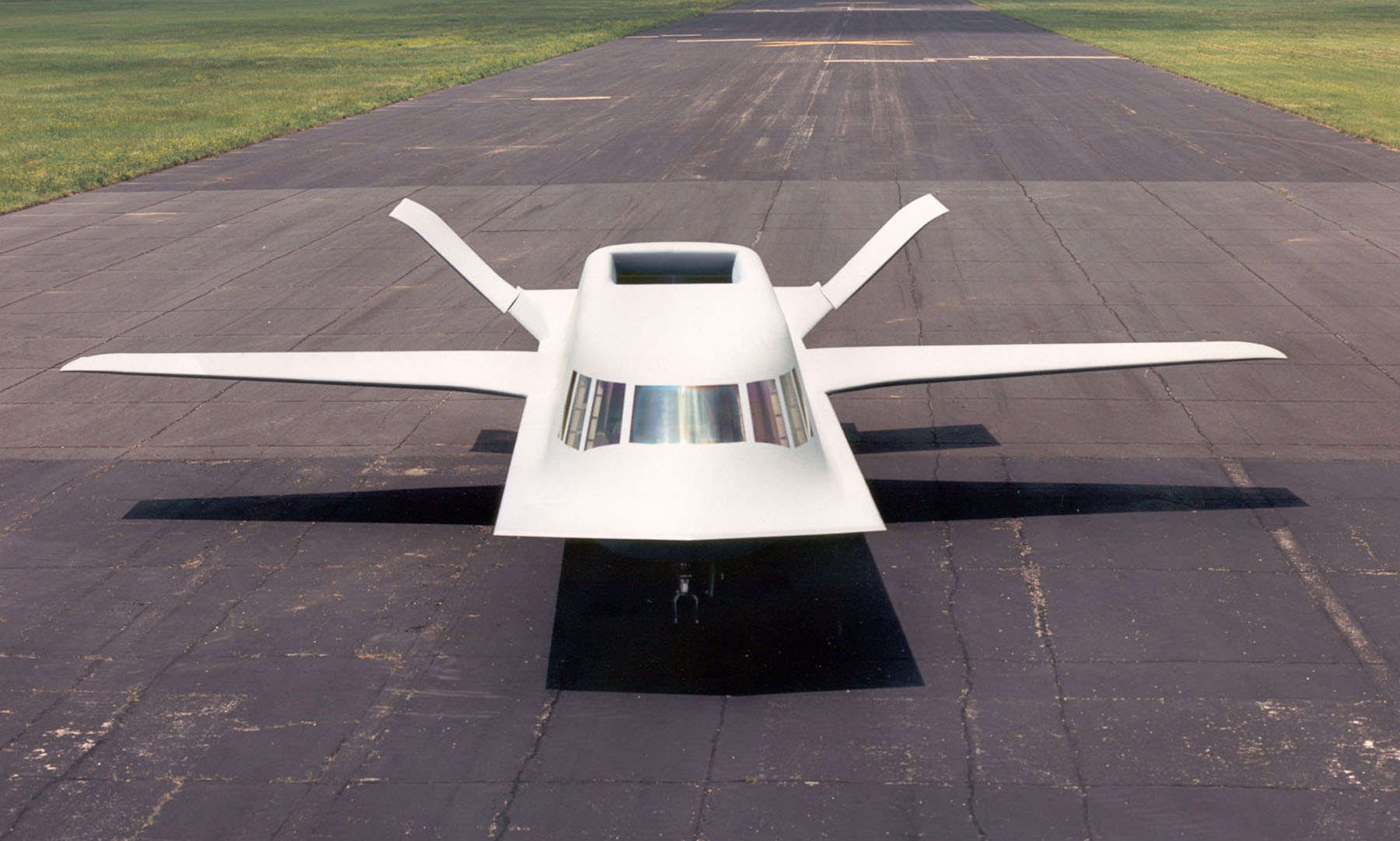
Le Tacit Blue de face

Le Tacit Blue fut surnommé The Whale (la baleine) par ceux qui l'ont conçu, construit et piloté, à cause de son profil plutôt gros et en forme de boîte. Cette forme est en partie due à l'importante place que prend son radar Hughes ; le design curviligne a donc été construit autour de ce volumineux radar. L'arrière du fuselage est aplati et porte un empennage en V. Une seule entrée d'air placée sur le dessus du fuselage alimente les deux réacteurs à double flux Garrett AFT3-6, intégrés dans le fuselage afin de réduire la signature infrarouge. Le Tacit Blue devait opérer à une altitude comprise entre 25 000 et 30 000 ft et à une vitesse de l'ordre de 460 km/h.
Il est contrôlé par un quadruple système de commandes de vol électriques numériques afin de faciliter sa stabilisation. Il est aussi équipé d'un radar conçu pour avoir peu de chances d'être repéré.
Côté matériaux, l'appareil est principalement construit en aluminium mais possède certaines parties en un matériau composite absorbant les ondes radar.
Afin de réduire les coûts de fabrication, Northrop a réutilisé différents équipements déjà existants :
- le siège éjectable, un McDonnell Douglas ACES II ;
- le train d'atterrissage du Northrop F-5 Freedom Fighter ;
- les réacteurs Garrett sont issus d'un Falcon 20.

Un seul exemplaire complet fut construit mais une autre cellule était prête en cas de perte du premier exemplaire.